# Пассажирка (фильм, 1963)
«Пассажирка» (пол. Pasażerka) — кинофильм польских режиссёров Анджея Мунка и Витольда Лесевича, экранизация повести Зофьи Посмыш «Пассажирка из каюты 45». Два приза на Международных кинофестивалях.

## Сюжет
На трансатлантическом корабле происходит случайная встреча бывшей узницы Освенцима польки Марты и эсэсовки Лизы. В центре внимания фильма — воспоминания Лизы о психологическом поединке в концлагере.

## Интересные факты
Режиссёр фильма Анджей Мунк погиб в автомобильной катастрофе 20 сентября 1961 года, когда он ехал на съёмки на территорию бывшего концлагеря Освенцим. Он успел заснять только лагерную часть фильма. Помощник режиссёра Витольд Лесевич выпустил незаконченный фильм в прокат 2 года спустя, ничего в него не добавляя.

## Награды и оценки
- 1963 — Премия «Русалка» Клуба кинокритиков в категории художественный фильм (Варшава)
- 1964 — Приз ФИПРЕССИ на МКФ в Канне.
- 1964 — Специальное упоминание жюри на МКФ в Канне.
- 1964 — Приз итальянской кинокритики на МКФ в Венеции.
- 1965 — Премия Финской ассоциации критиков.

### Награды актёрам
- 1964 — Анна Цепелевская — Лос-Аламос (МКФ в борьбе за мир)
- 1964 — Александра Шлёнская — Государственная премия ПНР II степени, также за театральные роли